# Korona (atrybut)

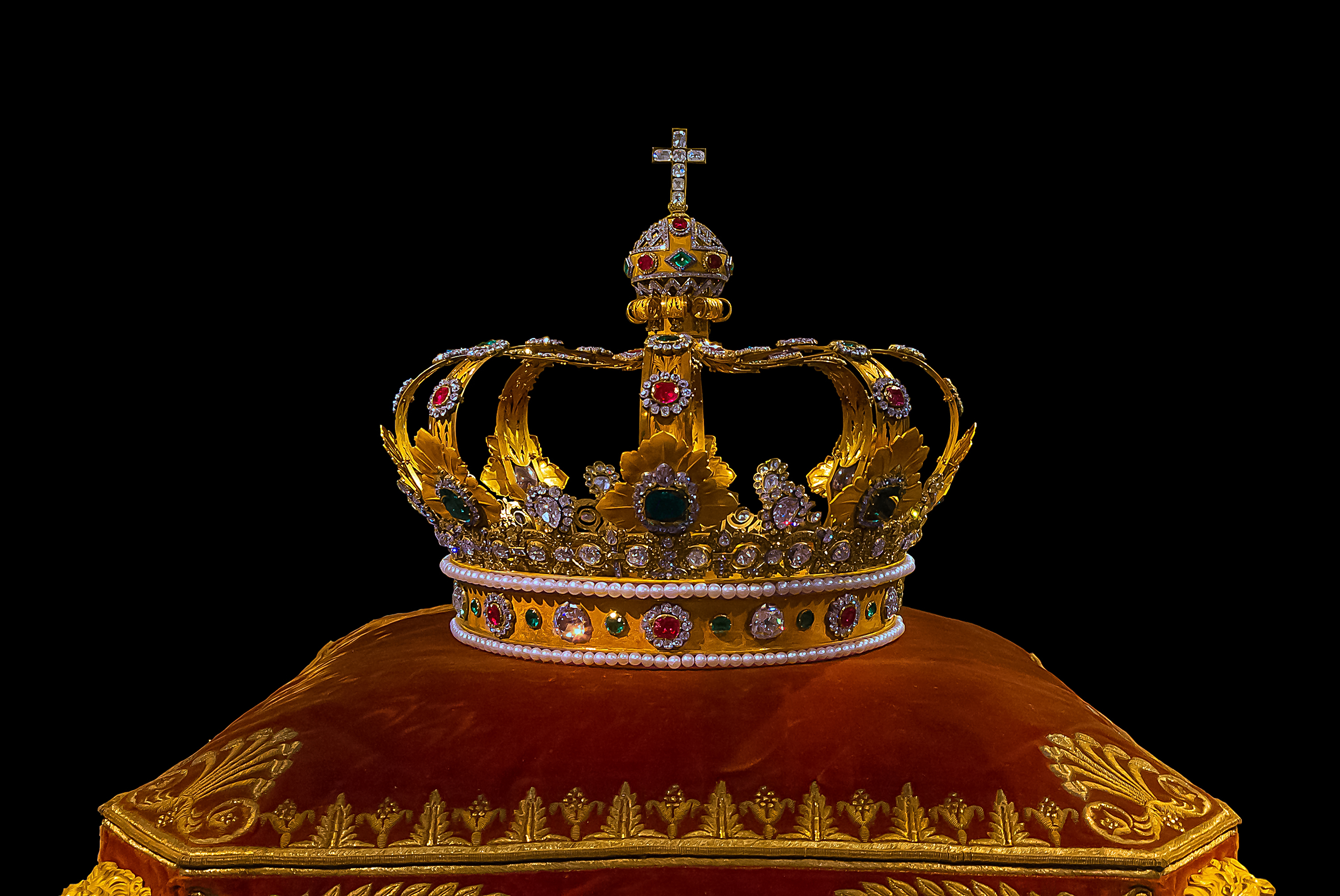
Korona królewska Bawarii

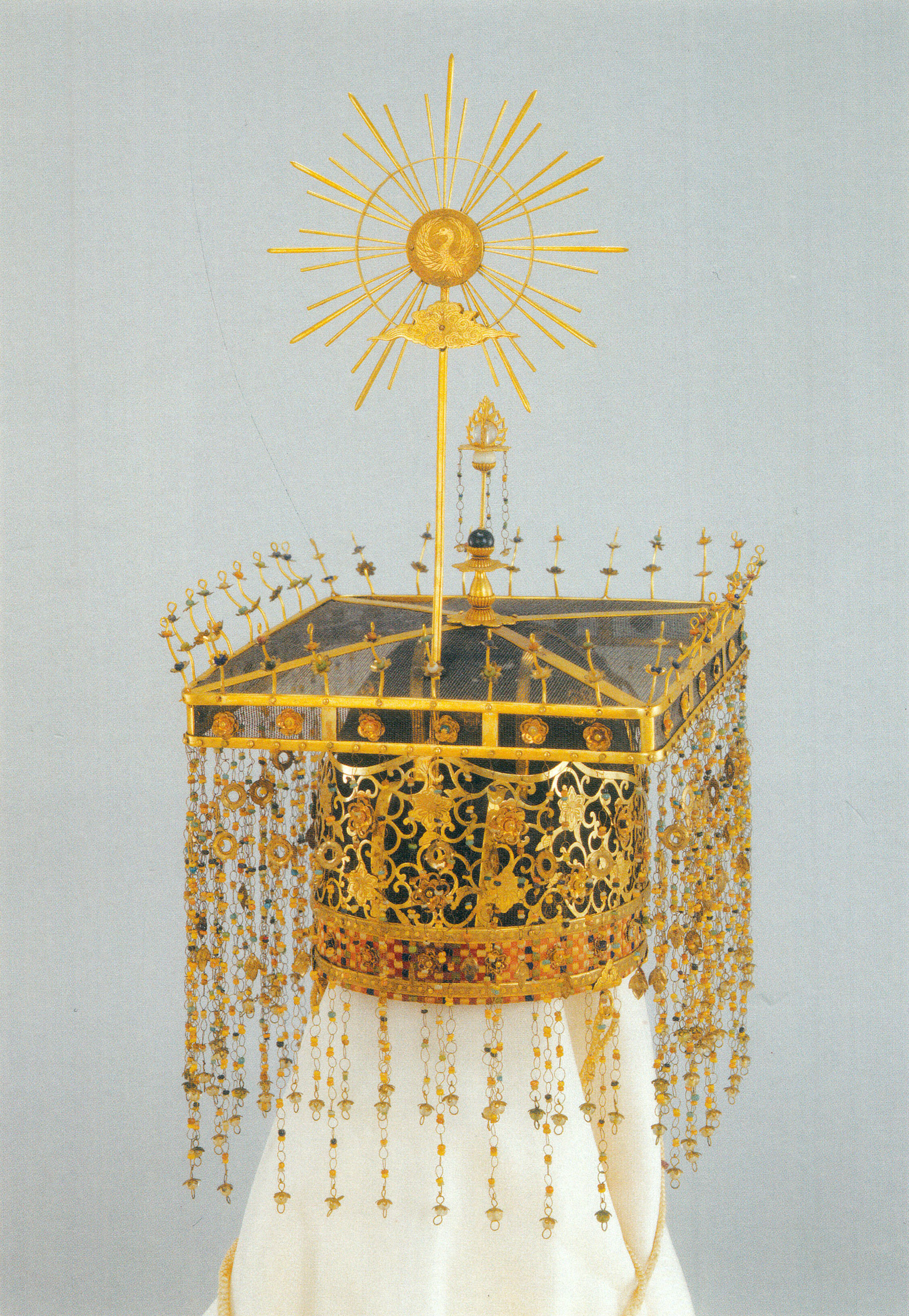
Korona cesarza Japonii (Kōmei)

Korona (od łac. corona – „wieniec”) – najpowszechniejszy atrybut władzy monarszej, używana m.in. przez cesarza, króla, czy księcia. Korona jest noszona na głowie monarchy. Pojęcie korona rozszerza się także na mitry książęce (czy też analogicznie przysługującej innej godności arystokratycznej).
W starożytności rolę korony pełnił wieniec, typowo z liści laurowych. W armii rzymskiej wieńce były nagrodą dla wyróżniających się żołnierzy (funkcjonalny odpowiednik obecnych orderów, np. corona muralis – odznaczenie dla pierwszego, który wdarł się na mury obleganego miasta) i, w zależności od zasług, miały różne kształty i były z innych materiałów (od trawy do złotych listków). Złoty wieniec stał się stąd oficjalnym atrybutem cesarza rzymskiego jako zwierzchnika armii.
Korona na wzór trwałego kielicha wieńczącego owoc granatu właściwego miała być atrybutem władzy biblijnego króla Salomona i wzorem dla analogicznych ozdób głowy innych władców.
W późniejszych czasach koronę wykonywano jako metalową obręcz, zwykle ze złota lub srebra. Korona mogła zawierać również klejnoty i inne elementy dekoracyjne. Raz wykonana korona dla jednego władcy przechodzi na jego następców. W wielu monarchiach wykonywane były zgodnie z nowszą modą nowe korony, czasem stare bywały modernizowane. Najstarsze korony, nawet nieużywane podczas uroczystości koronacyjnych, przechowywane były jako szczególnie cenne relikwie świadczące o kontynuacji historycznej państwa. Podczas procesu koronacji głównym elementem uroczystości jest włożenie korony na głowę monarchy.
Nie we wszystkich monarchiach korona jest używana jako fizyczny przedmiot. Przykładowo w Królestwie Belgii, które powstało dopiero w XIX w., korona nigdy nie była i nie jest stosowana (z wyjątkiem atrybutu heraldycznego).

## Wygląd korony w tradycji europejskiej
Tradycyjnie korona wykonana jest ze złota, lub innego cennego metalu. Zdobiona jest szlachetnymi kamieniami, perłami itp. Stanowi obręcz, na której umieszczone są fleurony, czyli stylizowane, na przemian większe i mniejsze kwiaty lilii lub liście akantu. W przypadku koron zamkniętych występują krzyżujące się kabłąki zwieńczone sferą z krzyżem, lub kulą.
Podstawowe formy korony to:

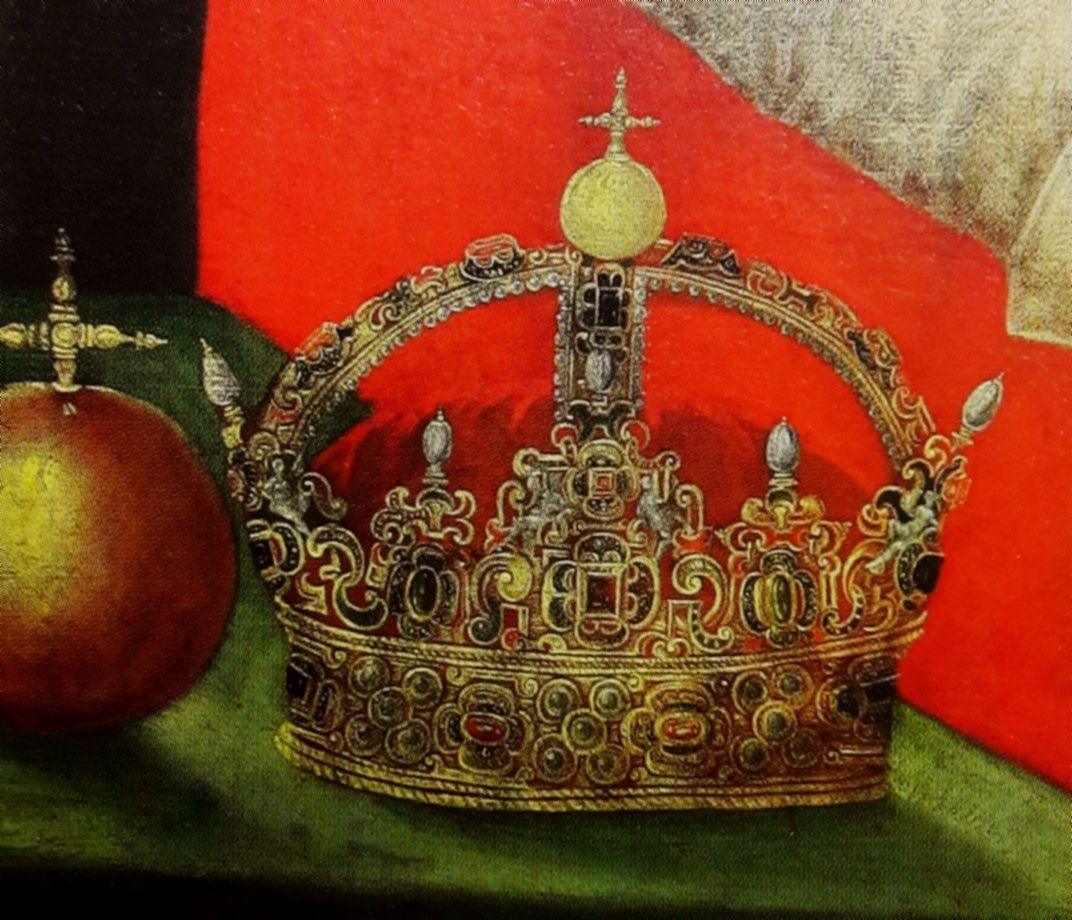
Manierystyczna korona królewska (corona clausa) wykonana najprawdopodobniej dla Stefana Batorego według projektu Willema van den Blocke, ok. 1584

- korona otwarta (łac. corona aperta) – prosta forma korony, używana przez niesuwerennych panów feudalnych, arystokrację[potrzebny przypis], a do połowy XIII wieku także przez innych monarchów, z wyjątkiem cesarza.
- korona zamknięta (łac. corona clausa) – początkowo używana jedynie przez cesarza, a od połowy wieku XIII, gdy idea państwa uniwersalistycznego z cesarzem na szczycie hierarchii władzy, ustępuje miejsca idei suwerennej władzy królewskiej sprawowanej w państwie narodowym, odrzucona zostaje myśl o prymacie cesarza i papieża. Według tradycji anglo-normadzkiej, jako pierwszy koronę zamkniętą kazał sporządzić dla siebie Wilhelm Zdobywca w 1066 r. W zgodzie z ideą suwerenności państwowej, królowie stopniowo zaczynali jako oznak swej władzy używać koron zamkniętych: uczynili tak władcy francuscy i angielscy, następnie królowie Szkocji, Szwecji, Danii. W Polsce korona zamknięta pojawia się w ikonografii królewskiej za rządów Jana Olbrachta i Aleksandra.

Mitra jest szczególnym rodzajem nakrycia głowy władców i arystokracji, będąca formą czterodzielnej korony bez metalowej obręczy, obszyta gronostajowym futrem. Jej przykładem jest kapelusz elektorski, korona Fürsta i oznaki godności kniaziów litewsko-ruskich.
Formę mitry miały także np. korony cesarskie Austrii i Rosji.

## Typy koron monarszych

### Korona koronacyjna
Korona koronacyjna to dawniej (i obecnie w Wielkiej Brytanii i Tonga) główna korona w danej monarchii. Używana jest jedynie podczas uroczystej ceremonii koronacji. Używana była także podczas pogrzebów królewskich, gdy w danej monarchii nie istniała tradycja wykonywania osobnej korony do tej uroczystości.

### Korona homagialna
Korona ta była fakultatywnym insygnium monarszym. Stosowna była podczas ceremonii hołdów lennych.

### Korona egzekwialna
Korona, którą nakłada się na trumnę zmarłego monarchy, na czas ceremonii pogrzebowych, egzekwii. Jako koronę egzekwialną stosuje się koronę państwową, lub może to być osobny przedmiot wykonany jedynie jako atrybut do tego typu celebracji. Takimi koronami była kiedyś obecna korona państwowa Hiszpanii. W czasach nowożytnego królestwa Włoch natomiast na trumnę nakładano średniowieczną Żelazną Koronę. Korona Szwedzka została wykorzystana w 1632 roku jako korona egzekwialna podczas uroczystości pogrzebowych Zygmunta III Wazy

### Korona grobowa
Typ korony, która była nakładana na głowę zmarłego monarchy i wraz z innymi insygniami grobowymi, wkładana wraz z ciałem do grobowca.

### Korona prywatna
Typ korony niemającej żadnej oficjalnej symboliki, czy znaczenia państwowego. Stanowi prywatną własność monarchy, lub domu panującego.

### Korona królowej
Jest to oficjalna korona małżonki monarszej. Używana podczas koronacji, lub innych uroczystości.

### Korona państwowa

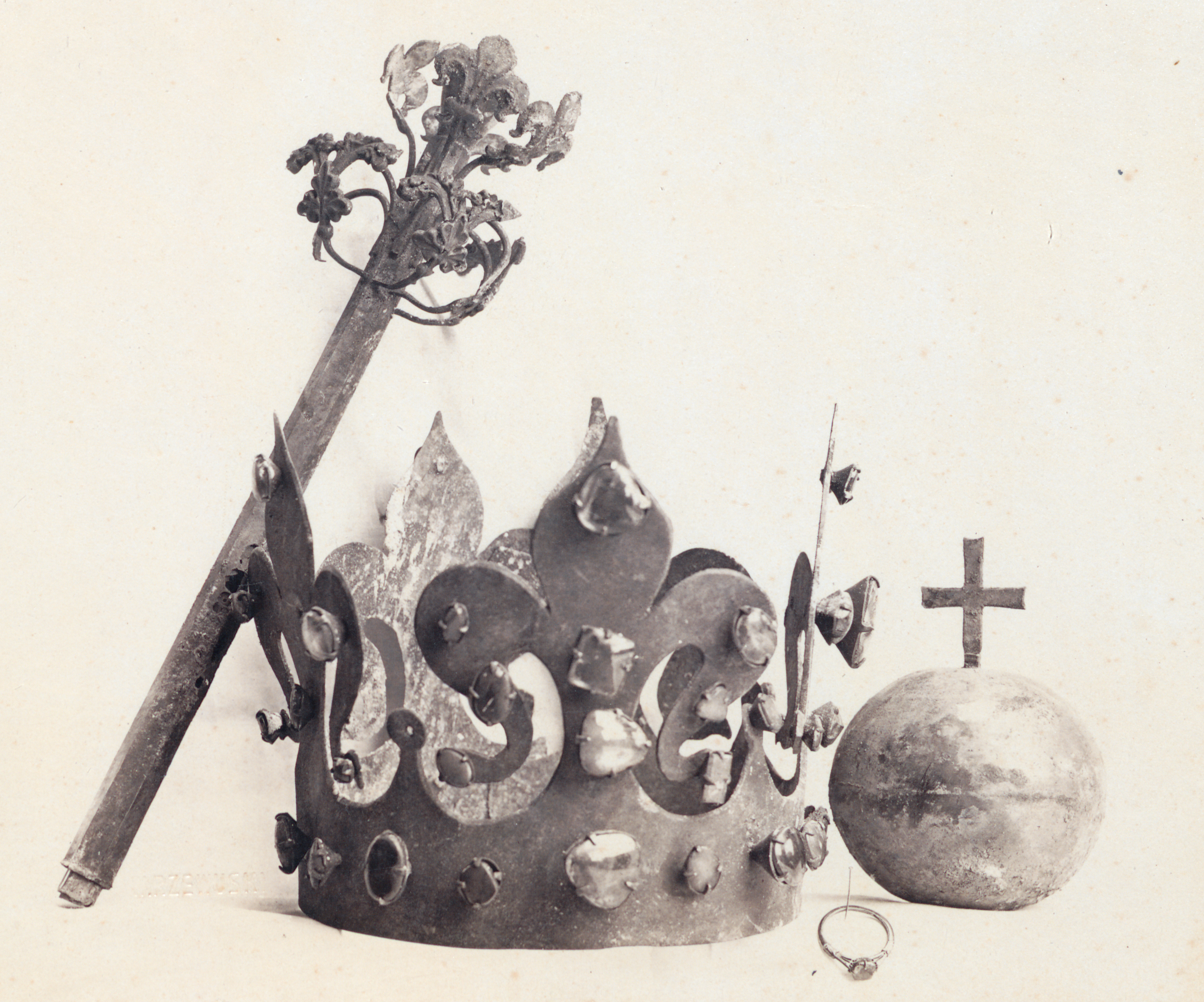
Insygnia grobowe Kazimierza III Wielkiego. Od lewej: berło, korona, pierścień, jabłko,

Główna korona koronacyjna z czasem przybrała formę korony państwowej, która utożsamiona była nie tylko z ciągłością władzy, ale jako najwyższy klejnot państwowy stała się uświęconym symbolem narodu. Obecnym przykładem takiej korony jest korona koronacyjna władców brytyjskich – korona św. Edwarda.
W niektórych królestwach uznawano, że koronacja może nastąpić tylko przy użyciu jednej, takiej korony, która mogła być stopniowo przerabiana, ale musiała zachować ciągłość istnienia jako to samo insygnium. W takiej sytuacji czasowa utrata korony uniemożliwiała koronację. Takimi koronami są np. korony Węgier i Czech, opisane niżej, jako kojarzone z dziedzictwem konkretnego władcy, zwłaszcza będącego świętym Kościoła katolickiego.
W Polsce ciągłość istnienia tej samej korony, była co do zasady warunkiem koronacji, jednak z uwagi na kradzież polskich insygniów, czy inne zawirowania historyczne polscy królowie zmuszeni byli wykonywać kolejne korony. Wskutek działań zaborców wszystkie średniowieczne polskie korony królewskie zostały zniszczone i żadna nie zachowała się do dziś. W Polsce znajduje się natomiast inna autentyczna korona królewska, należąca niegdyś do królowej Czech Blanki de Valois, tzw. korona średzka znaleziona w 1988 r. w skarbie w Środzie Śląskiej.

## Korona jako państwo
Skutkiem utożsamiania korony z ciągłością władzy i symbolu narodu spowodowało rozszerzenie pojęcia „korony”. Zaczęło ono oznaczać całe państwo (np. korona francuska, korona angielska itd. – ale nie korona Francji, Anglii). Korona polska (Korona Królestwa Polskiego, łac. Corona Regni Poloniae) to nazwa państwa stosowana od XIV wieku (wymiennie z formą: Królestwo Polskie). Od momentu unii lubelskiej, w odróżnieniu od Litwy, czyli Wielkiego Księstwa Litewskiego oznaczała ziemie należące do Królestwa Polskiego.
Korona Świętego Stefana – symbol władzy na Węgrzech, a później określenie całych Węgier. Korona świętego Wacława – jw., ale termin odnosi się do obszaru władanego przez królów Czech (czyli Czechy, Morawy, Śląsk i Łużyce). Termin ten powstał za cesarza Karola IV.

## Korona papieska
Szczególny charakter ma korona papieża. Składa się z trzech diademów (z tego powodu zwana jest też w łac. triregnum), jest wysadzana kamieniami szlachetnymi i perłami, ozdobiona na szczycie małym krzyżem. W tej formie używana od przełomu XIII/XIV wieku aż do 1965 roku.

## Korona cierniowa
Korona cierniowa – wieniec upleciony z gałęzi (prawdopodobnie z rośliny zwanej głożyna cierń Chrystusa), założony na głowę Jezusa na kilka godzin przed jego śmiercią. Przenośnie oznacza trudną sytuację, sprawiającą ból i cierpienia. Nazwą tą nazwano również jeden z gatunków rozgwiazd – zob. korona cierniowa (zwierzę).

## Korona w heraldyce
Fizyczny przedmiot jakim jest korona stał się z czasem elementem zdobiącym herby monarsze, arystokratyczne, i inne. Współcześnie stosowana jest nie tylko jako w państwach o ustroju monarchicznym, ale także w innych państwach jako wynikający z tradycji symbol suwerenności.

## Lista koron monarszych
Tabela przedstawia zachowane i nadal istniejące korony monarsze. Pogrubiono korony obecnie używane podczas uroczystości państwowych. Lista nie obejmuje papieskich koron (zobacz – lista istniejących tiar papieskich).
| Państwo                     | Korona                                           | Zdjęcie korony              | Miejsce przechowywania                                    |
| --------------------------- | ------------------------------------------------ | --------------------------- | --------------------------------------------------------- |
| Albania                     | Hełm Skanderbega                                 |                             | Muzeum Historii Sztuki w Wiedniu                          |
| Cesarstwo Austriackie       | Austriacka Korona Cesarska                       |                             | Schatzkammer w pałacu Hofburg w Wiedniu                   |
| Cesarstwo Austriackie       | Mitra arcyksiążęca Austrii                       |                             | Schatzkammer w pałacu Hofburg w Wiedniu                   |
| Cesarstwo Austriackie       | Mitra arcyksiążęca Austrii Józefa II             |                             | Schatzkammer w pałacu Hofburg w Wiedniu                   |
| Cesarstwo Austriackie       | Mitra książęca Styrii                            |                             |                                                           |
| Cesarstwo Austriackie       | Mitra arcyksiążęca Tyrolu                        |                             |                                                           |
| Wielkie Księstwo Badenii    | Korona wielkoksiążęca Badenii                    |                             | Badisches Landesmuseum w Karlsruhe                        |
| Królestwo Bawarii           | Korona królewska Bawarii                         |                             | Rezydencja w Monachium                                    |
| Królestwo Bawarii           | Korona królowej Bawarii                          |                             | Rezydencja w Monachium                                    |
| Królestwo Bawarii           | Korona Blanki Angielskiej                        |                             | Rezydencja w Monachium                                    |
| Cesarstwo Brazylii          | Brazylijska Korona Cesarska                      |                             |                                                           |
| Cesarstwo Brazylii          | Korona Cesarzowej                                |                             |                                                           |
| Sułtanat Brunei             | Korona sułtana Brunei                            |                             |                                                           |
| Cesarstwo Bizantyjskie      | Korona Konstantyna IX                            |                             | Węgierskie Muzeum Narodowe w Budapeszcie                  |
| Cesarstwo Chin              | Złota Korona z dynastii Ming                     |                             |                                                           |
| Cesarstwo Chin              | Korona cesarzowej z dynastii Ming                |                             |                                                           |
| Cesarstwo Chin              | Korona cesarzowej z dynastii Ming                |                             |                                                           |
| Cesarstwo Chin              | Korona cesarzowej z dynastii Ming                |                             |                                                           |
| Cesarstwo Chin              | Korona cesarzowej z dynastii Ming                |                             |                                                           |
| Królestwo Czech             | Korona świętego Wacława                          |                             | Archikatedra Świętych Wita, Wacława i Wojciecha w Pradze  |
| Królestwo Czech             | Korona średzka                                   |                             | Muzeum Regionalne w Środzie Śląskiej                      |
| Królestwo Danii             | Korona Christiana IV                             |                             | Zamek Rosenborg w Kopenhadze                              |
| Królestwo Danii             | Korona królowej                                  |                             | Zamek Rosenborg w Kopenhadze                              |
| Królestwo Danii             | Korona Christiana V                              |                             | Zamek Rosenborg w Kopenhadze                              |
| Cesarstwo Etiopii           | Cesarska Korona Etiopii Korona Hallie Selassie   |                             | Katedra św. Jerzego w Addis Abebie                        |
| Cesarstwo Etiopii           | Korona Cesarzowej                                |                             | Katedra św. Jerzego w Addis Abebie                        |
| Cesarstwo Etiopii           | Korona cesarska                                  |                             | Katedra w Aksum                                           |
| Cesarstwo Etiopii           | Korona cesarska                                  |                             |                                                           |
| Cesarstwo Etiopii           | Korona cesarska                                  |                             |                                                           |
| Cesarstwo Etiopii           | Korona cesarska                                  |                             |                                                           |
| Cesarstwo Etiopii           | Korona cesarska                                  |                             |                                                           |
| Królestwo Finlandii         | Korona Finlandii                                 |                             | Kemin Jalokivigalleria                                    |
| Królestwo Francji           | Korona Ludwika XV                                |                             | Luwr w Paryżu                                             |
| I Cesarstwo Francuskie      | Korona cesarska Napoleona I                      |                             | Luwr w Paryżu                                             |
| II Cesarstwo Francuskie     | Korona cesarzowej Eugenii (Orla korona)          |                             | Luwr                                                      |
| Królestwo Grecji            | Korona Ottona I                                  |                             | Tatoi Palace                                              |
| Królestwo halicko-wołyńskie | Korona Rusi                                      |                             | Zamek w Złoczowie                                         |
| Królestwo Hawajów           | Korona króla Kalākaua                            |                             |                                                           |
| Królestwo Hawajów           | Korona królowej Kapiʻolani                       |                             | Pałac Tatoi                                               |
| Królestwo Hiszpanii         | Hiszpańska korona królewska (Korona Alfonsa XII) |                             | Skarbiec w Pałacu Królewskim w Madrycie                   |
| Królestwo Hiszpanii         | Korona Izabeli I                                 |                             | Kaplica królewska w katedrze w Grenadzie                  |
| Królestwo Hiszpanii         | Korona Marcina, króla Aragonii i Sycylii         |                             | Katedra św. Eulalii w Barcelonie                          |
| Persja/Cesarstwo Iranu      | Korona Kiani                                     |                             |                                                           |
| Persja/Cesarstwo Iranu      | Korona Pahlawich                                 |                             |                                                           |
| Persja/Cesarstwo Iranu      | Korona Farah Pahlawi                             |                             |                                                           |
| Królestwo Madagaskaru       | Korona Ranavalony III                            |                             |                                                           |
| Cesarstwo Meksyku           | Meksykańska Korona Cesarska                      | [ 8 ]                       |                                                           |
| Królestwo Nepalu            | Korona królewska Nepalu                          | www.aunepal.com             |                                                           |
| Królestwo Niderlandów       | Korona Niderlandów (Korona Wilhelma II)          |                             | Pałac Noordeinde w Hadze                                  |
| Królestwo Niderlandów       | Korona Wilhelma I                                |                             | Pałac Noordeinde w Hadze                                  |
| Królestwo Norwegii          | Korona królowej                                  |                             | Nidarosdomen w Trondheim                                  |
| Królestwo Norwegii          | Korona królewska                                 |                             | Nidarosdomen w Trondheim                                  |
| Królestwo Norwegii          | Mitra księcia koronnego                          |                             | Nidarosdomen w Trondheim                                  |
| Królestwo Polski            | Korona Chrobrego (Korona Uprzywilejowana)        |                             |                                                           |
| Królestwo Polski            | Korona hełmowa Kazimierza III Wielkiego          | www.muzeapolskie.pl         | Muzeum Katedralne na Wawelu w Krakowie                    |
| Królestwo Polski            | Korona grobowa Kazimierza III Wielkiego          |                             |                                                           |
| Królestwo Polski            | Diadem płocki                                    |                             | Muzeum Diecezjalne w Płocku                               |
| Królestwo Polski            | Korona średzka                                   |                             | Muzeum Regionalne w Środzie Śląskiej                      |
| Królestwo Polski            | Korona homagialna                                |                             |                                                           |
| Królestwo Polski            | Korona węgierska                                 |                             |                                                           |
| Królestwo Polski            | Korona szwedzka                                  |                             |                                                           |
| Królestwo Polski            | Korona Jana III Kazimierza                       |                             |                                                           |
| Królestwo Polski            | Korona Augusta II Mocnego                        |                             | Rüstkammer w Dreźnie                                      |
| Królestwo Polski            | Korona Augusta III                               |                             | Muzeum Narodowe w Warszawie                               |
| Królestwo Polski            | Korona Marii Józefy                              | Muzeum Narodowe w Warszawie |                                                           |
| Królestwo Polski            | Polska Korona Cesarska                           |                             | Skarbiec na Kremlu w Moskwie                              |
| Królestwo Portugalii        | Portugalska Korona królewska (Korona Jana VI)    |                             | Pałac Narodowy Ajudza w Lizbonie                          |
| Królestwo Prus              | Korona Fryderyka I                               |                             | Pałac Charlottenburg w Berlinie                           |
| Królestwo Prus              | Korona Zofii Szarloty                            |                             | Pałac Charlottenburg w Berlinie                           |
| Królestwo Prus              | Korona Wilhelma II (Korona Hohenzollernów)       |                             | Zamek Hohenzollern                                        |
| Królestwo Rumunii           | Stalowa korona                                   |                             | Pałac Pelişor w Sinaia                                    |
| Królestwo Rumunii           | Korona królowej Elżbiety                         |                             | Muzeum Historii Naturalnej w Bukareszcie                  |
| Królestwo Rumunii           | Korona królowej Marii                            |                             | Muzeum Historii Naturalnej w Bukareszcie                  |
| Carstwo Rosyjskie           | Czapka Monomacha (Złota Czapka)                  |                             | Skarbiec na Kremlu w Moskwie                              |
| Carstwo Rosyjskie           | mniejsza wersja Czapki Monomacha                 | [ 13 ]                      | Skarbiec na Kremlu w Moskwie                              |
| Carstwo Rosyjskie           | Czapka Kazańska                                  |                             | Skarbiec na Kremlu w Moskwie                              |
| Carstwo Rosyjskie           | Czapka Astrachańska                              |                             | Skarbiec na Kremlu w Moskwie                              |
| Carstwo Rosyjskie           | Czapka Altrabaska                                |                             | Skarbiec na Kremlu w Moskwie                              |
| Carstwo Rosyjskie           | Czapka Iwana V                                   |                             | Skarbiec na Kremlu w Moskwie                              |
| Carstwo Rosyjskie           | Czapka Piotra I                                  |                             | Skarbiec na Kremlu w Moskwie                              |
| Cesarstwo Rosyjskie         | Wielka Korona Cesarska (Korona Katarzyny II)     |                             | Skarbiec na Kremlu w Moskwie                              |
| Cesarstwo Rosyjskie         | Korona Cesarzowej                                |                             | Skarbiec na Kremlu w Moskwie                              |
| Cesarstwo Rosyjskie         | Mała Korona Cesarska                             |                             | Skarbiec na Kremlu w Moskwie                              |
| Święte Cesarstwo Rzymskie   | Korona Rzeszy                                    |                             | Schatzkammer w pałacu Hofburg w Wiedniu                   |
| Święte Cesarstwo Rzymskie   | Korona Ottona III                                |                             | Skarbiec katedralny w Essen                               |
| Święte Cesarstwo Rzymskie   | Korona świętego Henryka II                       |                             |                                                           |
| Święte Cesarstwo Rzymskie   | Korona cesarzowej Kunegundy                      |                             |                                                           |
| Święte Cesarstwo Rzymskie   | Gotycka korona liliowa cesarzowej Kunegundy      |                             |                                                           |
| Święte Cesarstwo Rzymskie   | Korona Konstancji Aragońskiej                    |                             | Katedra w Palermo                                         |
| Święte Cesarstwo Rzymskie   | Korona Karola VII (frankfurcka)                  |                             |                                                           |
| Święte Cesarstwo Rzymskie   | Korona Karola VII (augsburska)                   |                             |                                                           |
| Królestwo Serbii            | Korona Nemanjiciów (Korona Stefana Urosza III)   |                             | Monaster Narodzenia Matki Bożej w Cetyni                  |
| Królestwo Serbii            | Korona Karadziordziewiciów (Korona Piotra I)     |                             | Muzeum Historyczne w Belgradzie                           |
| Królestwo Szwecji           | Korona Eryka XIV                                 |                             | Skarbiec (Skattkammaren) Zamku Królewskiego w Sztokholmie |
| Królestwo Szwecji           | Korona Ludwiki Ulryki                            |                             | Skarbiec (Skattkammaren) Zamku Królewskiego w Sztokholmie |
| Królestwo Szwecji           | Korona królowej Krystyny                         |                             | Skarbiec (Skattkammaren) Zamku Królewskiego w Sztokholmie |
| Królestwo Szwecji           | Korona księcia koronnego                         |                             | Skarbiec (Skattkammaren) Zamku Królewskiego w Sztokholmie |
| Księstwo Siedmiogrodu       | Korona Stefana Bocskaya                          |                             | Schatzkammer w pałacu Hofburg w Wiedniu                   |
| Królestwo Tonga             | Korona Tonga                                     |                             |                                                           |
| Królestwo Tajlandii         | Wielka Korona Zwycięstwa                         | [ 15 ]                      |                                                           |
| Królestwo Węgier            | Święta korona (Korona Świętego Stefana)          |                             | Budynek parlamentu w Budapeszcie                          |
| Królestwo Węgier            | Korona grobowa Stefana V                         |                             | Węgierskie Muzeum Narodowe w Budapeszcie                  |
| Królestwo Węgier            | Korona Elżbiety Bośniaczki                       |                             |                                                           |
| Królestwo Wielkiej Brytanii | Korona świętego Edwarda                          |                             | Londyńskie Tower                                          |
| Królestwo Wielkiej Brytanii | Imperialna Korona Państwowa                      |                             | Londyńskie Tower                                          |
| Królestwo Wielkiej Brytanii | Korona Państwowa Jerzego I                       |                             | Londyńskie Tower                                          |
| Królestwo Wielkiej Brytanii | Korona Koronacyjna Jerzego IV                    |                             | Londyńskie Tower                                          |
| Królestwo Wielkiej Brytanii | Diadem Państwowy Jerzego IV                      |                             | Londyńskie Tower                                          |
| Królestwo Wielkiej Brytanii | Korona Państwowa Wiktorii                        |                             | Londyńskie Tower                                          |
| Królestwo Wielkiej Brytanii | Korona Królowej Adelajdy                         |                             | Londyńskie Tower                                          |
| Królestwo Wielkiej Brytanii | Korona Królowej Wiktorii                         |                             | Londyńskie Tower                                          |
| Królestwo Wielkiej Brytanii | Korona Królowej Marii Modeńskiej                 |                             | Londyńskie Tower                                          |
| Królestwo Wielkiej Brytanii | Diadem Państwowy Marii Modeńskiej                |                             | Londyńskie Tower                                          |
| Królestwo Wielkiej Brytanii | Korona Królowej Aleksandry                       |                             | National Army Museum w Londynie                           |
| Królestwo Wielkiej Brytanii | Korona Królowej Marii                            |                             | Londyńskie Tower                                          |
| Królestwo Wielkiej Brytanii | Korona Królowej Elżbiety                         |                             | Londyńskie Tower                                          |
| Królestwo Wielkiej Brytanii | Korona Szkocji                                   | [ 19 ]                      | Zamek w Edynburgu                                         |
| Królestwo Wielkiej Brytanii | Mitra księcia Walii z 1901                       |                             |                                                           |
| Królestwo Wielkiej Brytanii | Mitra Fryderyka, księcia Walii                   |                             | Londyńskie Tower                                          |
| Królestwo Wielkiej Brytanii | Mitra Karola, księcia Walii                      | www.royalcollection.org.uk  |                                                           |
| Królestwo Wielkiej Brytanii | Indyjska Korona Cesarska                         |                             | Londyńskie Tower                                          |
| Wietnam                     | Korona z dynastii Nguyễn                         |                             |                                                           |
| Królestwo Wirtembergii      | Korona Wirtembergii                              |                             | Landesmuseum Württemberg w Stuttgarcie                    |
| Królestwo Wirtembergii      | Diamentowy Diadem                                |                             | Landesmuseum Württemberg w Stuttgarcie                    |
| Królestwo Włoch             | Żelazna korona                                   |                             | Katedra w Monzy                                           |
| Królestwo Włoch             | Korona Napoleona I                               |                             | Muzeum Risorgimento w Mediolanie                          |
| Zakon Maltański             | Korona Pawła I                                   |                             | Skarbiec na Kremlu w Moskwie                              |